# Rychlobruslařský ovál ve Svratce

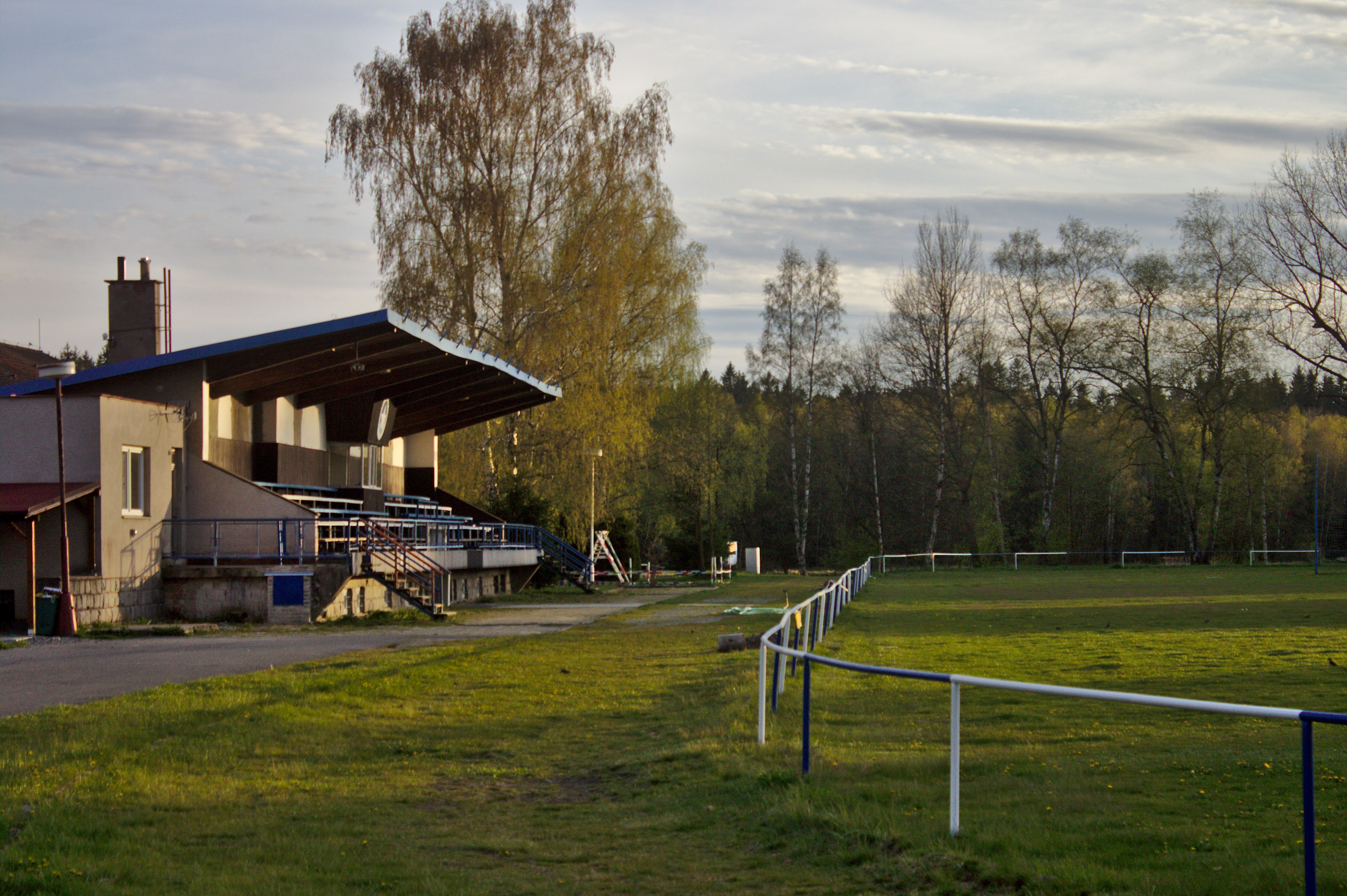
Původní rychlobruslařský ovál ve Svratce

Rychlobruslařský ovál ve Svratce byl otevřen v roce 1954, jednalo se o první rychlobruslařskou dráhu v Československu. Ve Svratce byla pořádána mistrovství republiky i mezinárodní závody a přes obtíže spojené s ledováním přírodním ledem zůstala tato 400 metrů dlouhá škvárová dráha pod širým nebem v provozu do roku 1991, kdy ji vystřídal nedaleký ovál o délce 333 metrů. Ten fungoval do roku 2004, kdy zde proběhly poslední závody.

## Historie dráhy
Rychlobruslařská dráha byla ve Svratce postavena v letech 1953–1954, když dosavadní podmínky bruslení na zamrzlých rybnících nebo řekách již nevyhovovaly. Sportovní oddíl TJ Spartak (později Mars) Svratka tehdy stavěl novou atletickou dráhu a k tomuto projektu se připojili také rychlobruslaři. Škvárový, 400 metrů dlouhý ovál (49°42′29″ s. š., 16°1′41″ v. d.) byl realizován brigádnicky členy oddílu a obyvateli Svratky, kteří přemístili 5100 m³ zeminy, zpracovali 580 m³ kamene, 12 vagónů písku a 28 vagónů škváry. Rychlobruslařská dráha byla otevřena na začátku roku 1954, když byla i s pomocí hasičů, kteří poskytli dostatečná čerpadla pro vodu z řeky, zaledována 25 cm tlustou vrstvou ledu. Již od 11. do 13. února toho roku se zde konaly první mezinárodní závody, kterých se zúčastnili také východoněmečtí, maďarští a polští sportovci. Jednalo se o první stálou dráhu v Československu, díky tomu zde bylo již během první sezóny pokořeno 102 československých rychlobruslařských rekordů. Vybavení stadionu se postupně zlepšovalo, bylo vybudováno osvětlení, tribuna pro diváky, pořízena silnější vodní čerpadla a dva traktory pro údržbu dráhy. Byla zde pořádána mistrovství Československa, protože ale byla dráha ledována přírodním ledem, v některých letech se stávalo, že rychlobruslařský ovál nemohl být kvůli vysokým teplotám v zimě vytvořen nebo po zaledování vydržel pouze krátkou dobu. Od počátku se o dráhu v zimě staral Jiří Schöppe, rychlobruslař a později trenér; Petr Novák uvedl, že „kdyby nebylo Šepáka, jak mu všichni říkali, jeho nadšeného sportovního srdce, hlavy a pracovitých rukou, rychlobruslení by u nás nepřežilo, nemělo by šanci“. V roce 1991 byl škvárový stadion s fotbalovým hřištěm zatravněn, čímž byla ukončena existence původního 400metrového oválu za základní školou.

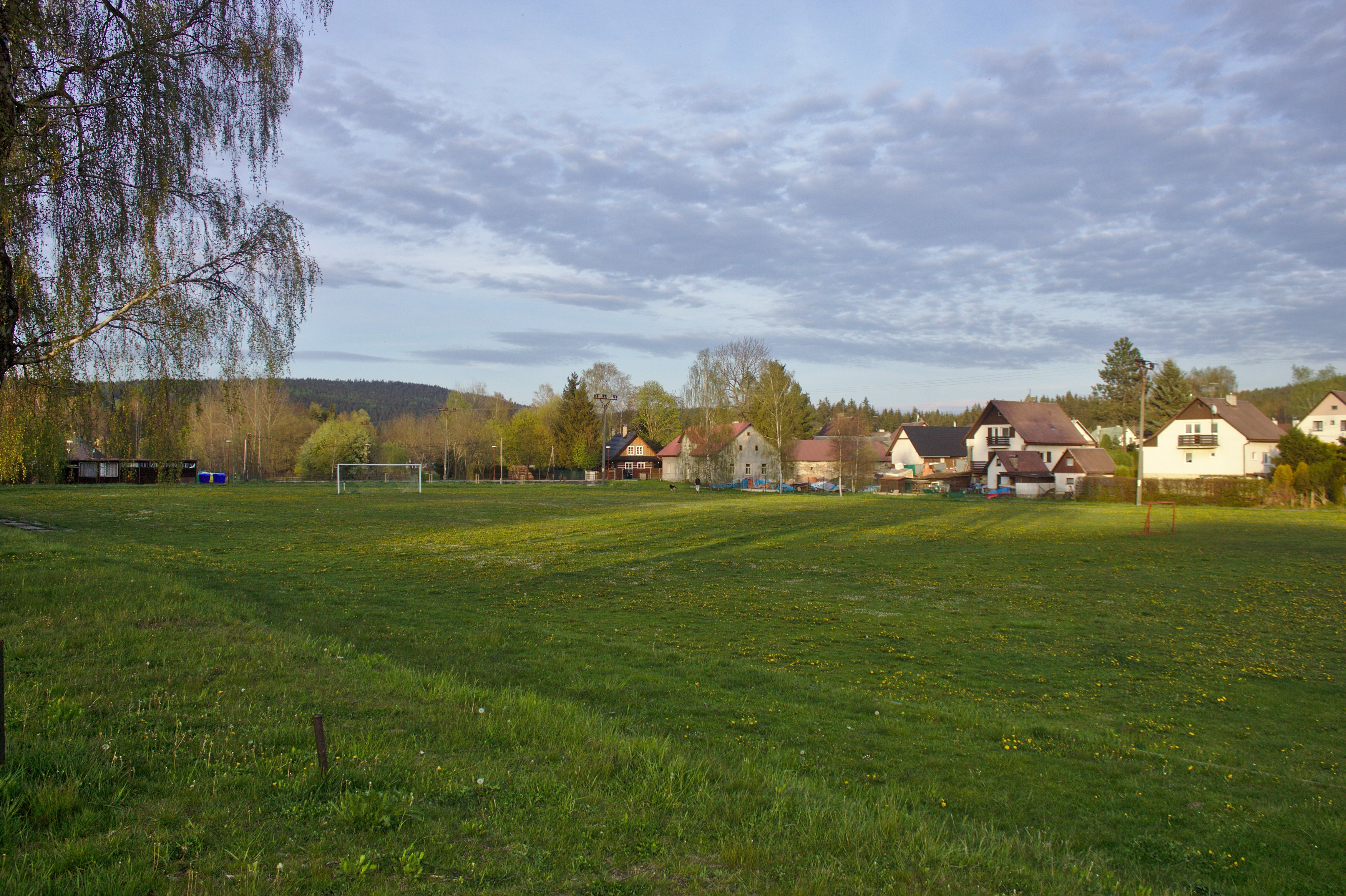
Nový rychlobruslařský ovál ve Svratce z roku 1991

V sousedství původní dráhy byl v roce 1991 vybudován kratší, 333 metrů dlouhý rychlobruslařský ovál (49°42′30″ s. š., 16°1′48″ v. d.), který nadále sloužil potřebám závodníků. Z roku 1997 pochází plány na asfaltovou dráhu, která by pomohla při ledování, vzhledem k nedostatku financí ale realizována nebyla. O ovál se nadále staral Jiří Schöppe, poslední závody se zde konaly v únoru 2004, od té doby není využíván ani zaledňován, zatravněná plocha uprostřed bývalého oválu funguje jako tréninkové fotbalové hřiště. Město Svratka plánovalo po roce 2010 obnovu dráhy a vybudování asfaltového in-line oválu, který by bylo možné v zimě jednodušeji zalednit.

## Závodníci
Svratecký rychlobruslařský oddíl se v 50. letech 20. století stal díky své dráze jedním z center československého rychlobruslení. K jeho odchovancům patří Jarmila Šťastná a Jiří Schöppe, jež byli několikrát mistry republiky, Šťastná také startovala na Zimních olympijských hrách 1964. Schöppeho žákem byl rychlobruslař a pozdější trenér Petr Novák, jehož svěřenec ze Svratky Jiří Kyncl bruslil na ZOH 1988 a 1992. Na dráze ve Svratce začínala také další Novákova svěřenkyně, olympijská vítězka Martina Sáblíková.

## Rekordy drah
Přehled nejlepší časů dosažených na obou svrateckých drahách:
| Závod               | 400m ovál 1954–1991 | 400m ovál 1954–1991 | 400m ovál 1954–1991       | 333m ovál 1991–2004 | 333m ovál 1991–2004 | 333m ovál 1991–2004 |
| Závod               | Jméno               | Čas (body)          | Datum                     | Jméno               | Čas (body)          | Datum               |
| ------------------- | ------------------- | ------------------- | ------------------------- | ------------------- | ------------------- | ------------------- |
| 500 m               | Zdeněk Štěpánek     | 41,08               | 8. února 1986             | David Kramár        | 39,59               | 30. ledna 2001      |
| 1000 m              | Zdeněk Štěpánek     | 1:23,40             | 17. ledna 1982            | Martin Holoubek     | 1:24,00             | 7. února 1998       |
| 1500 m              | André Hoffmann      | 2:05,80             | 1. února 1981             | Miroslav Vtípil     | 2:04,66             | 12. ledna 2003      |
| 3000 m              | Frank Nauschütz     | 4:24,00             | 31. ledna 1981            | Miroslav Vtípil     | 4:25,93             | 11. ledna 2003      |
| 5000 m              | Frank Nauschütz     | 7:26,10             | 1. února 1981             | Miroslav Vtípil     | 7:31,16             | 12. ledna 2003      |
| 10 000 m            | Jiří Kyncl          | 16:11,60            | 8. března 1987            | Jiří Kyncl          | 16:47,17            | 11. února 1996      |
| sprinterský čtyřboj | Zdeněk Štěpánek     | 168,560             | 19.–20. ledna 1985        | —                   | —                   | —                   |
| malý čtyřboj        | Jiří Kyncl          | 174,332             | 31. ledna – 1. února 1987 | Miroslav Vtípil     | 173,080             | 11.–12. ledna 2003  |
| velký čtyřboj       | Jiří Kyncl          | 182,586             | 7.–8. března 1987         | Vlastimil Kyncl     | 178,486             | 6.–7. ledna 1996    |

| Závod               | 400m ovál 1954–1991     | 400m ovál 1954–1991 | 400m ovál 1954–1991 | 333m ovál 1991–2004 | 333m ovál 1991–2004 | 333m ovál 1991–2004 |
| Závod               | Jméno                   | Čas (body)          | Datum               | Jméno               | Čas (body)          | Datum               |
| ------------------- | ----------------------- | ------------------- | ------------------- | ------------------- | ------------------- | ------------------- |
| 500 m               | Erwina Ryśová-Ferensová | 44,30               | 28. ledna 1978      | Martina Sáblíková   | 45,05               | 9. února 2003       |
| 1000 m              | Grit Lickerová          | 1:29,10             | 8. února 1987       | Martina Sáblíková   | 1:32,19             | 12. ledna 2003      |
| 1500 m              | Petra Krankeová         | 2:19,00             | 31. ledna 1981      | Martina Sáblíková   | 2:15,17             | 9. února 2003       |
| 3000 m              | Grit Lickerová          | 4:50,74             | 8. února 1987       | Martina Sáblíková   | 4:47,93             | 12. ledna 2003      |
| 5000 m              | Ida Stárková            | 9:14,00             | 18. ledna 1987      | Martina Sáblíková   | 8:33,06             | 16. února 2003      |
| sprinterský čtyřboj | Ida Stárková            | 196,255             | 15.–16. února 1986  | —                   | —                   | —                   |
| miničtyřboj         | Grit Lickerová          | 190,322             | 7.–8. února 1987    | Martina Sáblíková   | 186,974             | 4.–5. února 2004    |
| malý čtyřboj        | —                       | —                   | —                   | Martina Sáblíková   | 194,660             | 15.–16. února 2003  |

## Ostatní dráhy
Před vybudováním dráhy ve Svratce v první polovině 50. let 20. století se české závody v rychlobruslení pořádaly na zamrzlých rybnících nebo řekách.
Po ukončení provozu druhé svratecké dráhy 2004 se v Česku konají závody pouze příležitostně. Nepravidelně je podle přízně počasí a časových možností zainteresovaných osob pořádáno Mistrovství České republiky, jehož poslední dva ročníky 2008 a 2009 se konaly na přírodním ledě zamrzlých vodních ploch na Českomoravské vrchovině. Vedle zimního stadionu ve Žďáru nad Sázavou se nachází asfaltový in-line ovál o délce 333 m, který je při vhodném počasí v zimě občas ledován.